# Women of Steel
Women of Steel (« Femmes d'acier ») est une sculpture en bronze réalisée par l'artiste britannique Martin Jennings en 2016 en hommage aux femmes de Sheffield qui ont travaillé dans la métallurgie et l’industrie de l'armement pendant la Première et la Seconde Guerre mondiales.

## Histoire
La statue, installée devant l'hôtel de ville de Sheffield, est dévoilée en juin 2016, en présence de 100 anciennes salariées de l'industrie sidérurgique. La même année, elle obtient le Keith Hayman Award aux Sheffield Design Awards, puis, en 2017, le prix Marsh de la Public Monuments and Sculpture Association. 
Le projet de ce monument commémoratif date de 2010. L'œuvre a été commandée à Martin Jennings par le conseil municipal de Sheffield, qui a organisé à cette fin une collecte de fonds. Le total des sommes recueillies s'élevait à plus de £160 000, soit £10 000 en surplus des £150 000 nécessaires. Ces sommes excédentaires ont servi à financer la fabrication de 500 médailles en hommage aux femmes qui ont travaillé aux aciéries de Sheffield pendant les deux guerres mondiales : 100 médailles ont été remises aux 100 femmes encore en vie, présentes lors de l'inauguration, et 400, à titre posthume, aux familles de 400 autres femmes métallurgistes de Sheffield.